# Asté
Asté település Franciaországban, Hautes-Pyrénées megyében. Lakosainak száma 572 fő (2022. január 1.). Asté Gerde, Bagnères-de-Bigorre, Banios, Beaudéan, Campan, Esparros, Lies, Marsas és Asque községekkel határos.

## Népesség
A település népességének változása:
| Lakosok száma | 541  | 548  | 564  | 559  | 566  | 575  | 581  | 577  | 572  |
|               | 2013 | 2015 | 2016 | 2017 | 2018 | 2019 | 2020 | 2021 | 2022 |